# Rapides de Yelala
Rapides de Yelala är en fors i Kongo-Kinshasa. På en sträcka av 2 000 m sänker sig Kongofloden 20 m. Forsen ligger i provinsen Kongo-Central, i den västra delen av landet, 250 km sydväst om huvudstaden Kinshasa.